# Janina Jankowska
Janina Maria Jankowska (ur. 11 maja 1939 w Jadowie) – polska dziennikarka i reporterka radiowa, działaczka opozycji demokratycznej w okresie PRL.

## Życiorys
Ukończyła studia z zakresu filologii polskiej na Uniwersytecie Warszawskim. Od 1961 pracowała w Polskim Radiu, od 1973 do 1982 zatrudniona w Redakcji Reportaży Literackich. Samodzielną produkcję reportaży umożliwiła jej pierwsza nagroda na ogólnopolskim konkursie za reportaż Mam dopiero 21 lat, opisujący proces dwóch młodych mężczyzn oskarżonych o zabójstwo.
Od 1976 współpracowała z wydawnictwami niezależnymi. Zajmowała się przepisywaniem tekstów w „Biuletynie Informacyjnym KSS „KOR””, zajmowała się organizacją lokali drukarskich, okazjonalnie publikowała w tym piśmie oraz w „Zapisie”. W sierpniu 1980 mimo braku zgody kierownictwa Polskiego Radia pojechała do Stoczni Gdańskiej, realizując w trakcie strajku reportaż Polski Sierpień. Wstąpiła w tym samym roku do „Solidarności”, była członkinią komisji zakładowej w Radiokomitecie i reporterką związkowego Radia Solidarność Region Mazowsze. Po wprowadzeniu stanu wojennego od lutego do sierpnia 1982 internowano ją w Olszynce Grochowskiej i Gołdapi, usunięto także z pracy w Polskim Radiu.
Po zwolnieniu współtworzyła podziemną Niezależną Oficynę Fonograficzną NOWA, współpracowała z Oficyną Fonograficzną CDN i realizowała z Markiem Mądrzejewskim reportaże i audycje radiowe na kasetach magnetofonowych rozpowszechniane w tzw. drugim obiegu. Publikowała w wydawanym poza cenzurą „Tygodniku Mazowsze”, m.in. zrealizowała pierwszy dla „TM” wywiad z ukrywającym się Zbigniewem Bujakiem. W lipcu 1984 została tymczasowo aresztowana w Areszcie Śledczym Warszawa-Mokotów, zwolniono ją jeszcze w tym samym miesiącu na mocy amnestii. Współpracowała z prasą podziemną (w tym z „Krytyką”), w 1983 z Andrzejem Paczkowskim, Markiem Owsińskim, Grzegorzem Bogutą i Wojciechem Adamieckim założyła podziemne Stowarzyszenie Archiwum Solidarności, zbierające nagrania, relacje i opracowania z okresu „Solidarności” i stanu wojennego. W 1988 była stypendystką Fundacji Kościuszkowskiej w Stanach Zjednoczonych. W 1989 uczestniczyła w obradach Okrągłego Stołu w tzw. podzespole prasowym, w trakcie kampanii przed wyborami parlamentarnymi kierowała zespołem dziennikarskim przygotowującym kampanię wyborczą w Polskim Radiu kandydatom Komitetu Obywatelskiego.
W latach 1989–1991 zajmowała stanowisko wicedyrektora Programu I Polskiego Radia, do 1998 pracowała ponownie w PR jako reporter. Równolegle w okresie 1991–1997 współpracowała z działem zagranicznym austriackiej telewizji ORF. Była członkinią i przewodniczącą rad programowych Polskiego Radia i Telewizji Polskiej, a także członkinią jury międzynarodowych festiwali Prix Italia, Premios Ondas, Prix Europa w kategorii dokumentu radiowego. W 1990 zaczęła organizować coroczne seminaria reportażu w Kazimierzu Dolnym.
Została członkinią zarządu Stowarzyszenia Dziennikarzy Polskich oraz Stowarzyszenia Wolnego Słowa, a także wykładowcą w Wyższej Szkole Dziennikarskiej im. Melchiora Wańkowicza i w Laboratorium Reportażu Instytutu Dziennikarstwa Uniwersytetu Warszawskiego. Była także przewodniczącą zespołu do spraw opiniowania wniosków o nadanie orderów i odznaczeń w Kancelarii Prezydenta RP w okresie prezydentury Lecha Kaczyńskiego.
W 2011, za wybitne zasługi dla rozwoju niezależnego dziennikarstwa, za działalność na rzecz przemian demokratycznych w Polsce, wolności słowa i wolnych mediów, została przez prezydenta Bronisława Komorowskiego odznaczona Krzyżem Oficerskim Orderu Odrodzenia Polski. W 2017 została wyróżniona Krzyżem Wolności i Solidarności, przyznanym postanowieniem prezydenta RP Andrzeja Dudy z 20 marca 2017. W 2000 otrzymała Złoty Krzyż Zasługi.

## Nagrody i wyróżnienia
- 1981 – Prix Italia w kategorii dokument za reportaż Polski Sierpień
- 1984 – Nagroda Polcul Foundation
- 1984 – Nagroda Niezależnych Dziennikarzy im. Bolesława Prusa
- 1989 – Złoty Mikrofon
- 1994 – I nagroda na Ogólnopolskim Festiwalu Mediów Człowiek w Zagrożeniu w Łodzi za reportaż Wyrok
- 1998 – Premios Ondas – jedna z trzech głównych nagród za reportaż Powódź wszystkich Polaków
- 1998 – Prix Europa – wyróżnienie w kategorii pomysłów medialnych za koncepcję Konkursu Stypendialnego im. Jacka Stwory dla młodych twórców
- 1999 – II nagroda Światowego Forum Mediów Polonijnych za reportaż To jest mój kraj
- 2005 – Grand Press w kategorii reportażu radiowego za reportaż Wojna legend czyli zaduma nad życiem Anny Walentynowicz (zrealizowanego z Magdą Skawińską)
- 2010 – Laur Stowarzyszenia Dziennikarzy Polskich[10]
- 2015 – Nagroda Specjalna Studia Reportażu i Dokumentu Polskiego Radia[11]

## Wybrane publikacje
- Bez mikrofonu, Niezależna Oficyna Wydawnicza, Warszawa 1986
- Kto tu wpuścił dziennikarzy (współautor z Markiem Millerem), Rosner i Wspólnicy, Warszawa 2005
- Portrety niedokończone. Rozmowy z twórcami „Solidarności” 1980–1981, Biblioteka „Więzi”, Warszawa 2003, ISBN 83-88032-60-7